# Dryocopus schulzii
Dryocopus schulzii е вид птица от семейство Picidae. Видът е почти застрашен от изчезване.

## Разпространение
Видът е разпространен в Аржентина, Боливия и Парагвай.